# Trevor McAlpine
Trevor McAlpine (28 de enero de 1982) es un deportista canadiense que compitió en judo. Ganó cinco medallas en el Campeonato Panamericano de Judo entre los años 2002 y 2006.

## Palmarés internacional
| Campeonato Panamericano | Campeonato Panamericano         | Campeonato Panamericano | Campeonato Panamericano |
| Año                     | Lugar                           | Medalla                 | Categoría               |
| ----------------------- | ------------------------------- | ----------------------- | ----------------------- |
| 2002                    | Santo Domingo (Rep. Dominicana) | Medalla de bronce       | +100 kg                 |
| 2003                    | Salvador (Brasil)               | Medalla de plata        | +100 kg                 |
| 2005                    | Caguas (Puerto Rico)            | Medalla de bronce       | +100 kg                 |
| 2005                    | Caguas (Puerto Rico)            | Medalla de bronce       | Abierta                 |
| 2006                    | Buenos Aires (Argentina)        | Medalla de bronce       | +100 kg                 |